# 하이드로포일

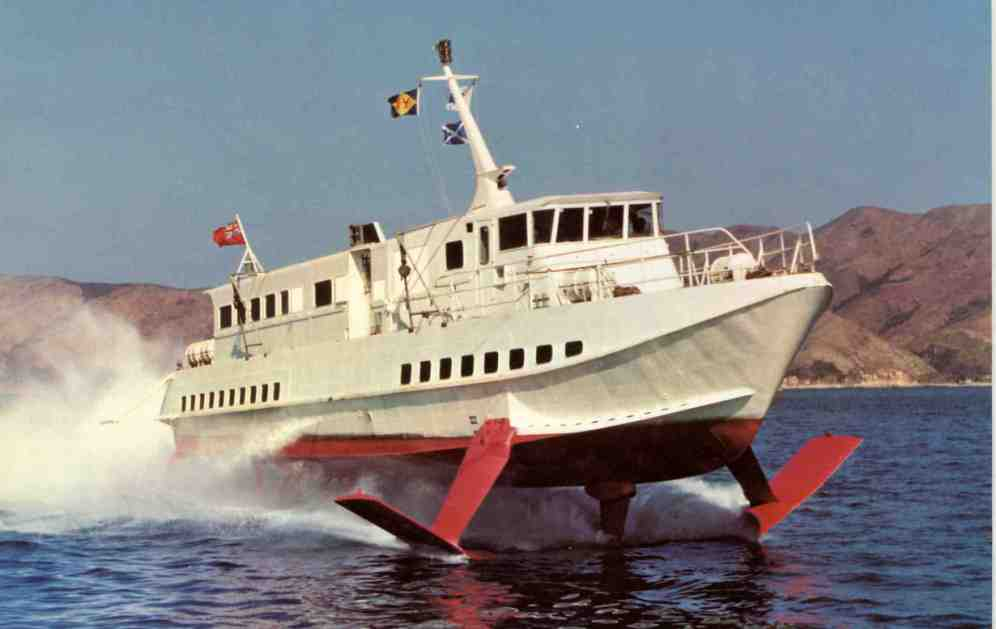
구형 수중익선

하이드로포일(영어: hydrofoil) 또는 수중익선(水中翼船)은 선체 밑에 설치된 날개로, 선체를 수면에서 띄우도록 만들어진 선박을 말한다.
일반적인 선박과 달리 선체 아래에 수중익(水中翼)이라 불리는 구조물이 장착되는데, 이 수중익은 수중익선이 항행을 시작하면 양력을 발생시켜 선체를 수면 위로 띄운다. 이를 통해 물의 저항이 줄어들므로 같은 추진력으로 더 빠른 속도를 낼 수 있으며, 또한 선체가 수면에서 떨어져 있으므로 파랑의 영향을 적게 받아서 조용한 항해를 할 수 있다.
유람선 등에 실용화되어 있으나 비교적 평온한 연안이나 하천에서만 사용되고 있다.

## 참고 자료
- 이 문서에는 다음커뮤니케이션(현 카카오)에서 GFDL 또는 CC-SA 라이선스로 배포한 글로벌 세계대백과사전의 내용을 기초로 작성된 글이 포함되어 있습니다.